# طائر الجنة الأزرق
طائر الجنة الأزرق (الاسم العلمي Paradisaea rudolphi)، طائر متوسط القد من جنس طائر الفردوس وفصيلة الفردوسيات. طوله نحو 30 سم. موطنه بابوا غينيا الجديدة. وهو نوع مهدد بخطر انقراض أدنى. ومدرج في الملحق الثاني من اتفاقية الاتجار الدولي في أنواع الحيوانات والنباتات البرية المهددة بالانقراض.